# Чулышманский источник
Чулышма́нский исто́чник, или Як-Паш, или Сероводородный чулышманский аржан, или Адышту — водный источник на берегу реки Чулышман в Улаганском районе Республики Алтай РФ. Среди местного населения считается целебным и святым.
Расположен в двух с половиной километрах от впадения реки Чулышман в Телецкое озеро. Берег в этом месте образован крутым склоном горы Туалок с террасой от одного до трёх метров, в половодье залитой Чулышманом.
Вода источника гидрокарбонатно-хлоридно-кальциево-магниевая со значительным насыщением сероводородом (8,9 мг/л). Однако проводивший тут в 1982 году изыскания Московский институт КиФ дал отрицательную оценку потенциалу источника с точки зрения санаторно-курортного освоения.